# Patrizia van der Weken
Patrizia van der Weken, född 12 november 1999, är en luxemburgsk friidrottare som tävlar i kortdistanslöpning. Vid europamästerskapen inomhus 2025 tog hon brons på 60 meter och vid inomhusvärldsmästerskapen i friidrott 2025 tog hon brons i samma gren.